# Luca Rangoni
Luca Rangoni (Bologna, 23 september 1968) is een Italiaans autocoureur.

## Carrière
Rangoni maakte zijn autosportdebuut in 1985 in het karting, waar hij vier jaar bleef rijden. Hij maakte zijn debuut in het formuleracing in 1989 in de Italiaanse Formule Alfa Boxer, waarin hij als zesde eindigde. Vervolgens reed hij twee jaar in de Italiaanse F2000 Trophy, die hij won in 1991.
In 1993 stapte Rangoni over naar het Italiaanse Formule 3-kampioenschap, waarin hij in 1995 kampioen werd in een Dallara-Fiat. Zijn succes leidde tot een zitje in de Formule 3000 in 1996 voor het team Shannon Racing. Ondanks dat hij alleen in actie kwam op het Circuit de Pau eindigde hij als zeventiende in het kampioenschap dankzij één punt voor een zesde plaats in deze race. Na zijn tijd in de Formule 3000 stopte hij tijdelijk met racen door een familietragedie.
In 1999 keerde Rangoni terug in de autosport, waarin hij overstapte naar de touring cars in de Renault Sport Clio International Trophy. Tussen 2000 en 2003 werd hij viermaal op een rij kampioen in dit kampioenschap.
In 2004 stapte Rangoni over naar het European Touring Car Championship in een Alfa Romeo 156. Hier eindigde hij als zestiende in het kampioenschap. In 2005 reed hij in de European Touring Car Cup om in 2006 terug te keren in het World Touring Car Championship (voorheen European Touring Car Championship) vor het Proteam Motorsport in een BMW 320si. Hij eindigde het seizoen als negentiende in het kampioenschap met één podiumplaats op het Circuit Ricardo Tormo Valencia. Ook was hij puntengerechtigd in het individuenkampioenschap van Yokohama, waarin hij met twee overwinningen als tweede eindigde achter Tom Coronel.
In 2007 bleef Rangoni rijden bij Proteam, waarin hij het seizoen als veertiende eindigde met opnieuw een podium op het Circuit Park Zandvoort. Ook werd hij opnieuw tweede in het individuenkampioenschap van Yokohama met twee punten achterstand op Stefano D'Aste, ondanks dat hij negen overwinningen had tegenover drie voor D'Aste. In 2008 stapte hij over naar de Italiaanse Porsche Carrera Cup, waarin hij als tweede eindigde, en naar de Superstars Series. In 2009 eindigde hij opnieuw als tweede in de Italiaanse Porsche Carrera Cup. In 2010 stapte hij over naar de International GT Open, waar hij in twee jaar viermaal op het podium stond. In 2012 stapte hij over naar het Italiaanse GT-kampioenschap, waarin hij in twee jaar zes keer op het podium stond.

## Privé
Luca Rangoni is getrouwd en heeft één zoon.